# 神津信一
神津 信一（こうづ しんいち、1949年（昭和24年）7月6日 - ）は、日本の税理士。神津・山田税理士法人代表社員。慶應義塾特選塾員。

## 経歴
東京都大田区出身。大田区立久が原小学校、千代田区立麹町中学校を卒業。
1968年、東京都立日比谷高等学校卒業。
1969年、慶應義塾大学経済学部入学。同校中退。
香村正雄公認会計士事務所勤務を経て1979年、税理士試験合格。1980年、税理士登録。1980年、神津信一税理士事務所開設。1998年、慶應義塾特選塾員。2010年、KMG税理士法人（現；神津・山田税理士法人）設立。　2019年、旭日中綬章受章。

## 人物
神津家はかつて長野県北佐久郡志賀村（現在の佐久市志賀）の豪農だった。祖先には日本で最初の西洋式牧場の開設者神津邦太郎(1865年生 - 1930年没)がいる。
慶應義塾大学には入学と同時に同好会「三田詩人」に入会、中原中也が好きだった。先輩の伝手で公認会計士事務所にアルバイト就職した。「これしか生きる 道無し」と税理士試験に挑戦した。

## 税理士会等での役職
- 東京税理士会四谷支部 支部長(1995年 - 1999年)[1]
- 東京税理士会 理事(1999年 - 2005年)[1]
- 東京税理士会 常務理事監察部長(2001年 - 2003年)[1]
- 東京税理士会 常務理事税務審議部長(2003年 - 2005年)[1]
- 日税連理事商法対策特別委員会副 委員長(2001年 - 2003年)[1]
- 日税連調査研究部 副部長(2003年 - 2005年)[1]
- 日税連業務対策部 部長(2005年 - 2007年）[1]
- 日税連規制改革対策特別委員会 委員長(2007年 - 2009年)[1]
- 公益財団法人新宿未来創造財団　監事 (1999年 - )[1]
- 東京税理士会 副会長(2005年 - 2011年)[1]
- 東映株式会社 社外監査役(2006年 - )[1]
- 年金記録確認第三者委員会 委員(2007年 - )[1]
- 日税連総務部長(2009年 - )[1]
- (財)住宅金融普及協会 監事(2009年 - )[1]
- 東京税理士会 会長(2011年 - 2016年)[1]
- 日本税理士会連合会 会長(2015年 - 2023年)[5]

## 著書
- 『攻めと守りの節税ポイント』 プレジデント社[1]
- 『確定申告ができる本』 日本実業出版社[1]
- 『出向・転籍と税務』 新日本法規出版[1]
- 『労務をめぐる税務の手引』 新日本法規出版[1]
- 『消費税簡易課税業種区分』 新日本法規出版　いずれも共著[1]
- 『なぜ相続対策で失敗するのか』 KKベストセラーズ 監修[1]
- 月刊『税理』『税務公報』日刊『税のしるべ』等に論文執筆[1]